# Granja Guimara
Granja Guimara es un núcleo de población español, hoy día despoblado, del municipio de Fontioso, perteneciente a la provincia de Burgos, en la comunidad autónoma de Castilla y León.

## Toponimia
El lugar puede encontrarse referido como Granja Guimara, Guimara y San Pedro de Guimara.

## Historia
Hacia mediados del siglo XIX, el lugar, por entonces con ayuntamiento propio, tenía contabilizada una población de 30 habitantes. Aparece descrito en el noveno volumen del Diccionario geográfico-estadístico-histórico de España y sus posesiones de Ultramar de Pascual Madoz con las siguientes palabras:

GUIMARA (San Pedro de): granja con ayunt. en la prov. dióc. aud. terr. y c. g. de Burgos,) 9 1/2 leg.), part. jud. de Lerma (2 1/2). sit. en un valle algo resguardado de los vientos del N. y O.; goza de clima sano, por cuya razon no se conocen por lo regular mas enfermedades que las estacionales. Tiene 8 casas fabricadas de adobe á escepcion de la del Priorato que es de piedra, y ademas una venta de mamposteria de bastante disposicion para el ganado de arrieria; igl. parr , bajo la advocacion de San Pedro Apostol, servida por un cura párroco; y una fuente de buenas aguas para el surtido del vecindario. Confina el térm. N. Pineda, comunidad de villa y tierra de Lerma, Fontioso y Cilleruelo de Abajo; E. con el mismo Pineda; S. con los de dicho pueblo de Cilleruelo, Santibañez de Esgueba y Bahabon; y O. con el mismo Cilleruelo de Abajo. El terreno participa de monte y llano, es flojo y de secano y produce lo mas 5 por 1; se divide en dos suertes de 255 fan. de sembradura cada una, cultivándose 20 fan. de primera calidad, 320 de segunda y 180 de tercera; hay un monte carrascal de encina, 2 prados de secano, y varios huertos de la misma clase: lo demas del terreno está destinado para pastos, componiendo con lo comuniego unas 2,083 fan. Lo baña un arroyo que nace en jurisd. de Cilleruelos de Cervera, sobre el cual hay un puente de silleria de un solo arco, que da paso á la carretera real de Madrid á Burgos: los demas caminos son locales; y los correos y diligencias pasan diariamente. prod. trigo, comuña, cebada, avena y legumbres; algun ganado lanar; caza de liebres y perdices; y pesca de cangrejos: ind. la agricola y un molino harinero de invierno. pobl. 8 vec., 30 alm. cap. prod. 240,000 rs.: imp. 24,197.
(Madoz, 1847, p. 84)

El municipio de Guimara desapareció de cara al censo de 1857, al incorporarse al de Fontioso. En 2023, el núcleo de población de Granja Guimara, encuadrado dentro de la entidad singular de población de Fontioso, tenía empadronados 0 habitantes.

## Patrimonio
Hay en el lugar una iglesia de San Pedro.